# Ceresium saipanicum
Ceresium saipanicum là một loài bọ cánh cứng trong họ Cerambycidae.